# Artefact (band)
Artefact is een Nederlandse band die bestaat uit producer en componist Maxim Schram, zangeres Shamangi, contra-bassist Thijs Willemsen en drummer Pierre Hansen.
De muziek van Artefact is te vergelijken met bijvoorbeeld het nummer "Teardrop" van Massive Attack en de meer acid jazzy nummers van Lamb, Red Snapper en Morcheeba.
In 2002 won de band in de categorie Dance de Grote Prijs van Nederland. In het juryrapport was te lezen dat "...hun arrangementen doordacht en spannend zijn. Ze hebben veel potentie, diepgang en een mooie thematische aanpak. Ook hebben ze een hele goede zangeres en drummer". Ze wonnen tevens de publieksprijs.